# 大巴萨姆省
5°12′N 3°44′W / 5.200°N 3.733°W

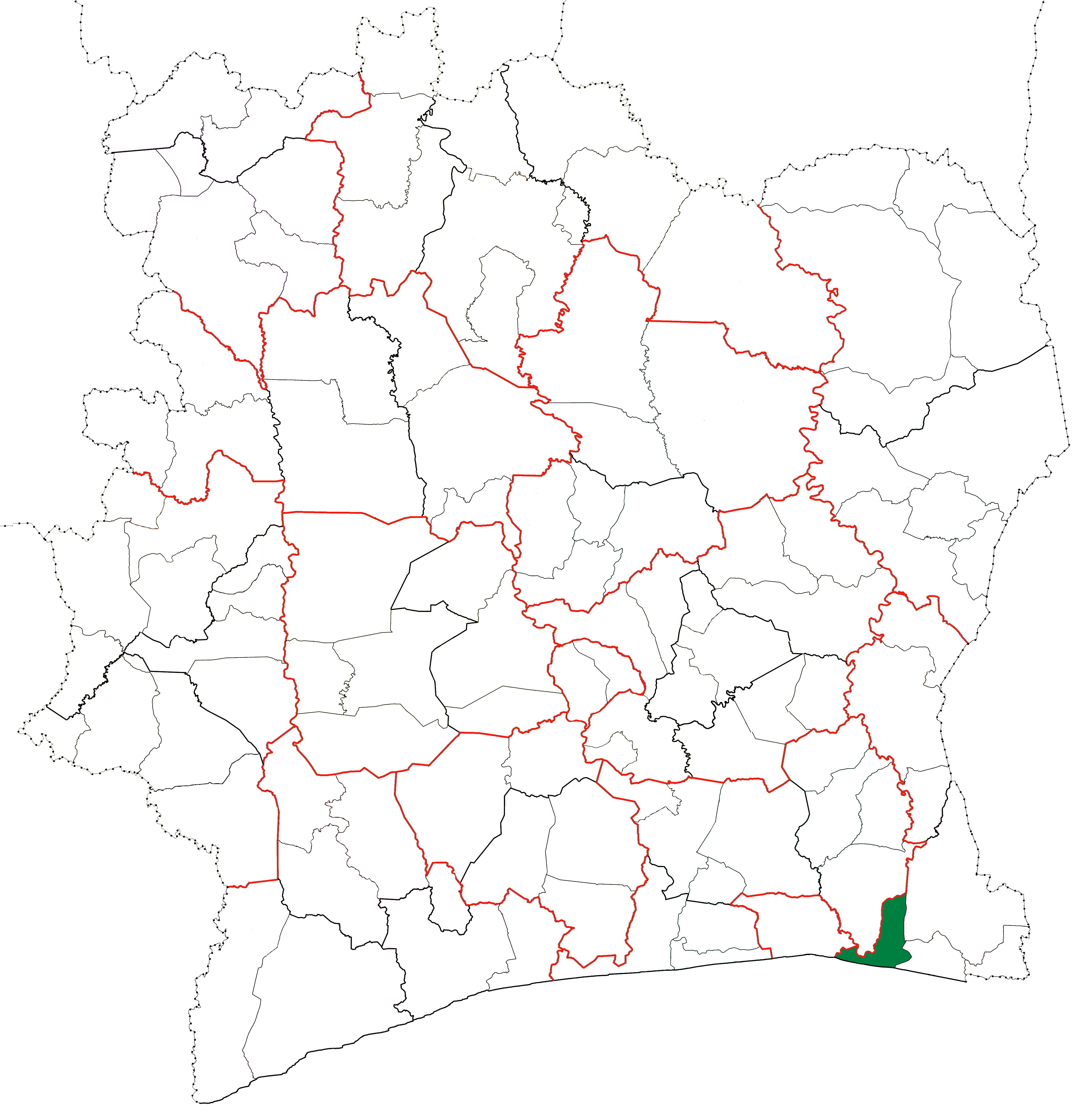

大巴萨姆省（Grand-Bassam Department）是科特迪瓦的省份，位於該國東南部科莫埃區，由南科莫埃區負責管轄，成立於1998年，面積1,011平方公里，2014年人口179,063，人口密度每平方公里180人。